# روابط بریتانیا و یونان
روابط یونان و انگلیس روابط خارجی بین یونان و انگلستان است. این دو کشور در طول جنگ جهانی اول و جنگ جهانی دوم متحد بوده‌اند، اما همچنین یونان در طول جنگ استقلال یونان از پادشاهی انگلیس کمک نظامی و مالی دریافت کرده‌است. در حال حاضر هر دو کشور از طریق سفارت انگلیس در آتن و سرکنسولگری در سالونیک و سفارت یونان در لندن و کنسولگری‌های افتخاری یونان در بلفاست، ادینبرا، گلاسگو، لیدز و جبل‌الطارق روابط خود را برقرار می‌کنند.